# Stadion Energetik w Szyrwanie
Stadion Energetik – nieistniejący już wielofunkcyjny stadion w Szyrwanie (do 2008 roku pod nazwą Əli Bayramlı), w Azerbejdżanie. Istniał w latach 1975–2005. Swoje spotkania do 1995 roku rozgrywali na nim piłkarze klubu Energetik Əli-Bayramlı. Po rozebraniu obiektu w 2005 roku ruszyła w jego miejscu budowa nowego, typowo piłkarskiego stadionu, jednak nie została ona ukończona.

## Historia
Stadion Energetik został otwarty w 1975 roku. Swoje spotkania rozgrywali na nim piłkarze powstałego w tym samym roku klubu Energetik Əli-Bayramlı. W 1992 roku drużyna ta uczestniczyła w pierwszym sezonie rozgrywek ligi Azerbejdżanu po uzyskaniu przez ten kraj niepodległości. W premierowym sezonie zespół spadł jednak do II ligi, w której występował aż do rozwiązania klubu z powodów finansowych w 1995 roku.
W 2001 roku powstał w mieście nowy, amatorski klub piłkarski Şirvan. W 2005 roku stadion Energetik został zburzony, a w jego miejscu rozpoczęto budowę nowego, typowo piłkarskiego obiektu mającego pomieścić 8500 widzów. Mimo zaawansowania prac (szacunkowo wykonano ok. 70% robót, m.in. wybudowano wszystkie trybuny i częściowo również zadaszenie), z powodów finansowych budowa została wstrzymana i stadion nigdy nie został oddany do użytku. W 2013 roku w mieście, w innej lokalizacji otwarto olimpijski kompleks sportowy wraz z pełnowymiarowym boiskiem z trybunami na 900 widzów.